# Ernest Antwi
Master Ernest Antwi Nyarko, hay Ernest Antwi hay Ernest Nyarko (sinh ngày 9 tháng 9 năm 1995) là một cầu thủ bóng đá người Ghana thi đấu cho União de Leiria.

## Sự nghiệp câu lạc bộ
Anh ra mắt chuyên nghiệp tại Giải bóng đá hạng nhất quốc gia Bồ Đào Nha cho Desportivo das Aves vào ngày 8 tháng 8 năm 2015 trong trận đấu trước Sporting Covilhã.
Vào tháng 7 năm 2017, Antwi thử việc ở đội bóng Giải bóng đá ngoại hạng Nga FC Rostov.